# BAFTA alla migliore fotografia
Il BAFTA alla migliore fotografia è un premio annuale, promosso dal BAFTA a partire dal 1965, inizialmente suddiviso in film in bianco e nero e a colori, e dal 1969 presente in un'unica sezione.
Il premio è attribuito alle pellicole prodotte nell'anno precedente. L'albo d'oro è pertanto riferito all'anno di produzione della pellicola.

## Albo d'oro

### Anni 1960

#### Bianco e nero
- 1964
  - Douglas Slocombe - Il servo (The Servant)
  - Denys N. Coop - Billy il bugiardo (Billy Liar)
  - Mutz Greenbaum - Lassù qualcuno mi attende (Heavens Above!)
  - Gerald Gibbs - Avamposto Sahara (Station Six-Sahara)
  - Christopher Challis - I vincitori (The Victors)
- 1965
  - Oswald Morris - Frenesia del piacere (The Pumpkin Eater)
  - Douglas Slocombe - Cannoni a Batasi (Guns at Batasi)
  - Denys N. Coop - Per il re e per la patria (King & Country)
  - Gerry Turpin - Ventimila sterline per Amanda (Seance on a Wet Afternoon)
- 1966
  - Oswald Morris - La collina del disonore (The Hill)
  - Kenneth Higgins - Darling (Darling)
  - Gilbert Taylor - Repulsione (Repulsion)
  - David Watkin - Non tutti ce l'hanno (The Knack ...and How to Get It)
- 1967
  - Oswald Morris - La spia che venne dal freddo (The Spy Who Came in from the Cold)
  - Denys N. Coop - Bunny Lake è scomparsa (Bunny Lake Is Missing)
  - Gilbert Taylor - Cul-de-sac
  - Kenneth Higgins - Georgy, svegliati (Georgy Girl)
- 1968
  - Gerry Turpin - Bisbigli (The Whisperers)
  - David Watkin - ...e il diavolo ha riso (Mademoiselle)
  - Raoul Coutard - Il marinaio del Gibilterra (The Sailor from Gibraltar)
  - Wolfgang Suschitzky - Ulysses (Ulysses)

#### Colore
- 1964
  - Ted Moore - A 007, dalla Russia con amore (From Russia with Love)
  - Arthur Ibbetson - 9 ore per Rama (Nine Hours to Rama)
  - Erwin Hillier - Sammy va al sud (Sammy Going South)
  - Geoffrey Unsworth - La vergine in collegio (Tamahine)
  - Robert Krasker - Un buon prezzo per morire (The Running Man)
  - Jack Asher - Lama scarlatta (The Scarlet Blade)
  - Jack Hildyard - International Hotel (The V.I.P.s)
- 1965
  - Geoffrey Unsworth - Becket e il suo re (Becket)
  - Nicolas Roeg - Il cadavere in cantina (Nothing But the Best)
  - Freddie Young - La settima alba (The 7th Dawn)
  - Arthur Ibbetson - Il giardino di gesso (The Chalk Garden)
  - Jack Hildyard - Una Rolls-Royce gialla (The Yellow Rolls-Royce)
- 1966
  - Otto Heller - Ipcress (The Ipcress File)
  - David Watkin - Aiuto! (Help!)
  - Freddie Young - Lord Jim (Lord Jim)
  - Christopher Challis - Quei temerari sulle macchine volanti (Those Magnificent Men in Their Flying Machines)
- 1967
  - Christopher Challis - Arabesque (Arabesque)
  - Otto Heller - Alfie (Alfie)
  - Jack Hildyard - Modesty Blaise - La bellissima che uccide (Modesty Blaise)
  - Douglas Slocombe - La caduta delle aquile (The Blue Max)
- 1968
  - Ted Moore - Un uomo per tutte le stagioni (A Man for All Seasons)
  - Carlo Di Palma - Blow-Up (Blow-Up)
  - Nicolas Roeg - Via dalla pazza folla (Far from the Madding Crowd)
  - Freddie Young - Chiamata per il morto (The Deadly Affair)

#### Premio unico
- 1968
  - Geoffrey Unsworth - 2001: Odissea nello spazio (2001: A Space Odyssey)
  - Jörgen Persson - Elvira Madigan (Elvira Madigan)
  - David Watkin - I seicento di Balaklava (The Charge of the Light Brigade)
  - Douglas Slocombe - Il leone d'inverno (The Lion in Winter)
- 1969
  - Gerry Turpin - Oh, che bella guerra! (Oh! What a Lovely War)
  - William A. Fraker - Bullitt (Bullitt)
  - Harry Stradling Sr. - Funny Girl (Funny Girl)
  - Harry Stradling Sr. - Hello, Dolly! (Hello, Dolly!)
  - Billy Williams - Gioco perverso (The Magus)
  - Billy Williams - Donne in amore (Women in Love)

### Anni 1970
- 1970
  - Conrad Hall - Butch Cassidy (Butch Cassidy and the Sundance Kid)
  - David Watkin - Comma 22 (Catch-22)
  - Freddie Young - La figlia di Ryan (Ryan's Daughter)
  - Armando Nannuzzi - Waterloo (Waterloo)
- 1971
  - Pasqualino De Santis - Morte a Venezia
  - Oswald Morris - Il violinista sul tetto (Fiddler on the Roof)
  - Billy Williams - Domenica, maledetta domenica (Sunday Bloody Sunday)
  - Gerry Fisher - Messaggero d'amore (The Go-Between)
- 1972
  - Geoffrey Unsworth - Cabaret (Cabaret) e Le avventure di Alice nel Paese delle Meraviglie (Alice's Adventures in Wonderland)
  - John Alcott - Arancia meccanica (A Clockwork Orange)
  - Vilmos Zsigmond - Un tranquillo weekend di paura (Deliverance), Images (Images) e I compari (McCabe & Mrs. Miller)
  - Ennio Guarnieri - Il giardino dei Finzi Contini
- 1973
  - Anthony B. Richmond - A Venezia... un dicembre rosso shocking (Don't Look Now)
  - Douglas Slocombe - Jesus Christ Superstar (Jesus Christ Superstar) e In viaggio con la zia (Travels with My Aunt)
  - Oswald Morris - Gli insospettabili (Sleuth)
  - Sven Nykvist - Sussurri e grida (Viskningar och rop)
- 1974
  - Douglas Slocombe - Il grande Gatsby (The Great Gatsby)
  - John A. Alonzo - Chinatown (Chinatown)
  - Geoffrey Unsworth - Assassinio sull'Orient Express (Murder on the Orient Express) e Zardoz (Zardoz)
  - David Watkin - I tre moschettieri (The Three Musketeers)
- 1975
  - John Alcott - Barry Lyndon (Barry Lyndon)
  - Douglas Slocombe - Rollerball (Rollerball)
  - Oswald Morris - L'uomo che volle farsi re (The Man Who Would Be King)
  - Fred J. Koenekamp - L'inferno di cristallo (The Towering Inferno)
- 1976
  - Russell Boyd - Picnic ad Hanging Rock (Picnic at Hanging Rock)
  - Gerry Fisher e Peter Allwork - La battaglia delle aquile (Aces High)
  - Gordon Willis - Tutti gli uomini del presidente (All the President's Men)
  - Haskell Wexler, Bill Butler e William A. Fraker - Qualcuno volò sul nido del cuculo (One Flew Over the Cuckoo's Nest)
- 1977
  - Geoffrey Unsworth - Quell'ultimo ponte (A Bridge Too Far)
  - Giuseppe Rotunno - Il Casanova di Federico Fellini
  - Christopher Challis - Abissi (The Deep)
  - Peter Suschitzky - Valentino (Valentino)
- 1978
  - Douglas Slocombe - Giulia (Julia)
  - Vilmos Zsigmond - Incontri ravvicinati del terzo tipo (Close Encounters of the Third Kind)
  - Geoffrey Unsworth - Superman (Superman)
  - Frank Tidy - I duellanti (The Duellists)
- 1979
  - Vilmos Zsigmond - Il cacciatore (The Deer Hunter)
  - Vittorio Storaro - Apocalypse Now (Apocalypse Now)
  - Gordon Willis - Manhattan (Manhattan)
  - Dick Bush - Yankees (Yanks)

### Anni 1980
- 1980
  - Giuseppe Rotunno - All That Jazz - Lo spettacolo continua (All That Jazz)
  - Caleb Deschanel - Black Stallion (The Black Stallion)
  - Freddie Francis - The Elephant Man (The Elephant Man)
  - Takao Saitō, Masaharu Ueda - Kagemusha - L'ombra del guerriero (Kagemusha)
- 1981
  - Geoffrey Unsworth e Ghislain Cloquet - Tess
  - David Watkin - Momenti di gloria (Chariots of Fire)
  - Freddie Francis - La donna del tenente francese (The French Lieutenant's Woman)
  - Douglas Slocombe - I predatori dell'arca perduta (Raiders of the Lost Ark)
- 1982
  - Jordan Cronenweth - Blade Runner
  - Allen Daviau - E.T. l'extra-terrestre (E.T. the Extra-Terrestrial)
  - Billy Williams, Ronnie Taylor - Gandhi (Gandhi)
  - Vittorio Storaro - Reds (Reds)
- 1983
  - Sven Nykvist - Fanny e Alexander (Fanny och Alexander)
  - Walter Lassally - Calore e polvere (Heat and Dust)
  - Chris Menges - Local Hero (Local Hero)
  - Gordon Willis - Zelig (Zelig)
- 1984
  - Chris Menges - Urla del silenzio (The Killing Fields)
  - John Alcott - Greystoke - La leggenda di Tarzan, il signore delle scimmie (Greystoke: The Legend of Tarzan, Lord of the Apes)
  - Douglas Slocombe - Indiana Jones e il tempio maledetto (Indiana Jones and the Temple of Doom)
  - Tonino Delli Colli - C'era una volta in America (Once Upon a Time in America)
- 1985
  - Miroslav Ondříček - Amadeus (Amadeus)
  - Philippe Rousselot - La foresta di smeraldo (The Emerald Forest)
  - Ernest Day - Passaggio in India - (A Passage to India)
  - John Seale - Witness - Il testimone - (Witness)
- 1986
  - David Watkin, La mia Africa (Out of Africa)
- 1987
  - Bruno Nuytten, Jean de Florette
- 1988
  - Allen Daviau, L'impero del sole (Empire of the Sun)
- 1989
  - Peter Biziou, Mississippi Burning - Le radici dell'odio (Mississippi Burning)

### Anni 1990
- 1990
  - Vittorio Storaro, Il tè nel deserto (The Sheltering Sky)
- 1991
  - Pierre Lhomme, Cyrano de Bergerac
- 1992
  - Dante Spinotti, L'ultimo dei Mohicani (The Last of the Mohicans)
- 1993
  - Janusz Kaminski, Schindler's List - La lista di Schindler
- 1994
  - Philippe Rousselot, Intervista col vampiro (Interview with the Vampire: The Vampire Chronicles)
- 1995
  - John Toll, Braveheart - Cuore impavido (Braveheart)
- 1996
  - John Seale, Il paziente inglese (The English Patient)
- 1997
  - Eduardo Serra, Le ali dell'amore (The Wings of the Dove)
- 1998
  - Remi Adefarasin, Elizabeth
- 1999
  - Conrad L. Hall, American Beauty

### Anni 2000
- 2000
  - John Mathieson, Il gladiatore (Gladiator)
- 2001
  - Roger Deakins, L'uomo che non c'era (The Man Who Wasn't There)
- 2002
  - Conrad L. Hall, Era mio padre (Road to Perdition)
- 2003
  - Andrew Lesnie, Il Signore degli Anelli - Il ritorno del re (The Lord of the Rings: The Return of the King)
- 2004
  - Dion Beebe e Paul Cameron, Collateral
- 2005
  - Dion Beebe, Memorie di una geisha (Memoirs of a Geisha)
- 2006
  - Emmanuel Lubezki, I figli degli uomini (Children of Men)
- 2008
  - Roger Deakins, Non è un paese per vecchi (No Country for Old Men)
- 2009
  - Anthony Dod Mantle, The Millionaire (Slumdog Millionaire)

### Anni 2010
- 2010
  - Barry Ackroyd - The Hurt Locker
- 2011
  - Roger Deakins - Il Grinta (True Grit)
- 2012
  - Guillaume Schiffman - The Artist
- 2013
  - Claudio Miranda - Vita di Pi
- 2014
  - Emmanuel Lubezki - Gravity
- 2015
  - Emmanuel Lubezki - Birdman
- 2016
  - Emmanuel Lubezki - Revenant - Redivivo
- 2017
  - Linus Sandgren – La La Land
  - Seamus McGarvey – Animali notturni (Nocturnal Animals)
  - Greig Fraser – Lion - La strada verso casa (Lion)
  - Giles Nuttgens – Hell or High Water
  - Bradford Young – Arrival
- 2018
  - Roger Deakins – Blade Runner 2049
  - Bruno Delbonnel – L'ora più buia (Darkest Hour)
  - Hoyte van Hoytema – Dunkirk
  - Dan Laustsen – La forma dell'acqua - The Shape of Water (The Shape of Water)
  - Ben Davis – Tre manifesti a Ebbing, Missouri (Three Billboards Outside Ebbing, Missouri)

- 2019
  - Alfonso Cuarón - Roma
  - Newton Thomas Sigel - Bohemian Rhapsody
  - Łukasz Żal - Cold War (Zimna wojna)
  - Robbie Ryan - La favorita (The Favourite)
  - Linus Sandgren - First Man - Il primo uomo (First Man)

### Anni 2020
- 2020
  - Roger Deakins - 1917
  - Jarin Blaschke - The Lighthouse
  - Phedon Papamichael - Le Mans '66 - La grande sfida (Ford v Ferrari)
  - Rodrigo Prieto - The Irishman
  - Lawrence Sher - Joker
- 2021
  - Joshua James Richards – Nomadland
  - Sean Bobbitt – Judas and the Black Messiah
  - Erik Messerschmidt – Mank
  - Alwin H. Küchler – The Mauritanian
  - Dariusz Wolski – Notizie dal mondo (News of the World)
- 2022[2]
  - Greig Fraser – Dune
  - Dan Laustsen – La fiera delle illusioni - Nightmare Alley (Nightmare Alley)
  - Linus Sandgren – No Time to Die
  - Ari Wegner – Il potere del cane (The Power of the Dog)
  - Bruno Delbonnel – Macbeth (The Tragedy of Macbeth)
- 2023[3]
  - James Friend - Niente di nuovo sul fronte occidentale (Im Westen nichts Neues)
  - Greig Fraser - The Batman
  - Mandy Walker - Elvis
  - Roger Deakins - Empire of Light
  - Claudio Miranda - Top Gun: Maverick
- 2024[4]
  - Hoyte van Hoytema - Oppenheimer
  - Rodrigo Prieto - Killers of the Flower Moon
  - Matthew Libatique - Maestro
  - Robbie Ryan - Povere creature! (Poor Things)
  - Łukasz Żal - La zona d'interesse (The Zone of Interest)
- 2025[5]
  - Lol Crawley - The Brutalist
  - Stéphane Fontaine - Conclave
  - Greig Fraser - Dune - Parte due (Dune: Part Two)
  - Paul Guilhaume - Emilia Pérez
  - Jarin Blaschke - Nosferatu